# Christian Flechtenmacher
Christian Flechtenmacher (Brașov, 24 settembre 1785 – Iași, 13 maggio 1843) è stato un avvocato e docente rumeno, sassone di Transilvania stabilitosi nel Principato di Moldavia. Era il padre del musicista Alexandru Flechtenmacher, il famoso compositore di Horei Unirii.
È uno dei giuristi più importanti della futura Romania nella prima metà del XIX secolo, con studi di giurisprudenza e filosofia compiuti a Vienna.

## Biografia
Assolse gli studi liceali a Brașov, dove dopo la laurea ricoprì incarichi amministrativi presso il municipio fino al 1811, quando si recò a Vienna per specializzarsi in diritto e filosofia.
Christian Flechtenmacher fu portato a Iaşi dal sovrano Scarlat Callimachi. Il nuovo sovrano, Mihail Sturdza, lo elevò ai ranghi di căminar (boiardo di quarto grado) e lo nominò consigliere giuridico dello Stato in Moldavia, dove la vecchia legge rumena è veniva secondo le leggi dell'Occidente.
Oltre a queste funzioni, Christian Flechtenmacher ebbe un'attività didattica: dopo la riforma della scuola del 1828 fu professore di latino all'Academia Domnească di Iași, dopo di che insegnò all'Academia Mihăileană di Iași, essendo il primo professore di legge di questa Accademia. Iniziò a insegnare qui il 3 giugno 1830, all'inaugurazione della facoltà di giurisprudenza, tenendo il primo corso di giurisprudenza in rumeno, nella sua qualità di consulente legale dello Stato.
Il suo nome è legato all'elaborazione del primo dizionario giuridico rumeno, pubblicato nel 1815, che ha anche un importante contributo all'elaborazione del Codice Calimach.
Era il padre del compositore, violinista e direttore d'orchestra Alexandru Flechtenmacher.